# گمینا اوبرووو
گمینا اوبرووو (به لهستانی:  Gmina Obrowo) یک گمینا در لهستان است که در شهرستان تورونی واقع شده‌است. گمینا اوبرووو ۱۶۱٫۹۷ کیلومتر مربع مساحت و ۱۰٬۰۱۰ نفر جمعیت دارد.